# Kingdom Hospital
Kingdom Hospital ou Stephen King présente Kingdom Hospital (Kingdom Hospital ou Stephen King's Kingdom Hospital) est une série télévisée américaine en quinze épisodes de 42 minutes, adaptée par Stephen King de la série de Lars von Trier, L'Hôpital et ses fantômes, et diffusée entre le 3 mars et le 15 juillet 2004 sur le réseau ABC.
Au Québec, la série a été diffusée à partir du 23 février 2005 sur Mystère, en France entre le 26 février et le 16 avril 2005 sur Paris Première et rediffusée à partir du 6 janvier 2006 sur M6, en Suisse sur TSR1 et en Belgique sur Be Séries et RTL-TVI.

## Synopsis
L'histoire se déroule principalement dans le département de neurochirurgie du Kingdom Hospital (Lewiston (Maine)). L'hôpital a été construit sur une ancienne fabrique d'uniformes pour les soldats nordistes pendant la Guerre de Sécession. Plus tard, un hôpital a été construit sur cet emplacement, connu sous le nom de Old Kingdom, mais il a brûlé. Le nouvel hôpital, équipé des dernières technologies (IRM, scanner, etc.), est appelé New Kingdom.
Une médium, Mme Druse, séjournant fréquemment à l'hôpital, est connue par le personnel comme étant une hypocondriaque. Elle demande l'aide du Dr Hook pour découvrir la vérité au sujet de l'hôpital et des esprits mystérieux qui le hantent. Notamment, une petite fille (Mary), tuée pendant ou après l'incendie de la fabrique, un adolescent (Paul) qui a subi des expériences horribles dans l'ancien hôpital et une espèce d'énorme fourmilier avec des dents (appelé Antubis).
Par ailleurs, Peter Rickman, un peintre qui a été admis à l'hôpital après un accident de la route (avec des dommages graves au crâne et à l'épine dorsale) commence à découvrir les horreurs alors qu'il se trouve dans un état comateux dans la chambre 426. On notera la ressemblance entre l'accident de ce personnage et celui de Stephen King lui-même, qui ne doit probablement rien au hasard.
D'autres intrigues secondaires se déroulent, comme l'initiation de l'arrogant neurochirurgien docteur Stegman à la société secrète connue sous le nom de « Keepers », et le flirt entre le jeune docteur Elmer Traff et le docteur Lona Massingale.

## Distribution

### Acteurs principaux
- Andrew McCarthy (VF : Pierre Tessier) : Dr Hook
- Jack Coleman (VF : Emmanuel Jacomy) : Peter Rickman
- Jodelle Ferland (VF : Kelly Marot) : Mary Jensen
- Diane Ladd (VF : Nicole Favart) : Sally Druse
- Bruce Davison (VF : Marcel Guido) : Dr Stegman
- Ed Begley Jr. (VF : Jean-Pierre Leroux) : Dr Jesse James

### Acteurs secondaires
- Meagen Fay (VF : Marie-Martine) : Dr Brenda Abelson
- Suki Kaiser (VF : Juliette Degenne) : Natalie Rickman, la femme de Peter Rickman
- Jamie Harrold (VF : Sébastien Desjours) : Dr Elmer Traff, un jeune chirurgien dont le père est un homme important de l'hôpital
- Sherry Miller (VF : Marie-Frédérique Habert) : Dr Lona Massingale, docteur spécialiste du sommeil qui est courtisée par Elmer
- Del Pentecost (VF : Daniel Lafourcade) : Bobby Druse, le fils de Madame Druse
- Zak Santiago (VF : Fabien Jacquelin) : Dr Sonny Gupta
- Allison Hossack (VF : Emmanuelle Bondeville) : Dr Christine Draper
- Michael Lerner (VF : Vincent Grass) : Sheldon Fleischer
- Callum Keith Rennie (VF : Guillaume Orsat) : Earl Candleton
- Claudette Mink (VF : Véronique Desmadryl) : Céleste
- Janet Wright (en) (VF : Coco Noël) : Liz Hinton
- William Wise : Dr Louis Traff, le leader des « Keepers » et aussi un docteur important du Kingdom
- Lena Georgas : Infirmière Carrie von Trier qui est effrayée par le sang
- Brandon Bauer (VF : Christophe Lemoine) : Abel Lyon
- Jennifer Cunningham (VF : Edwige Lemoine) : Christa
- Julian Richings : Otto, Blondi
- Kett Turton : (VF : Paolo Domingo) Paul Morlock / (VF : Patrick Osmond) Antubis
- Ron Selmour (VF : Christophe Lemoine) : Firecracker Man
- Stephen King (VF : Richard Darbois) : Johnny B. Goode et la voix du narrateur

 Source et légende : version française (VF) sur RS Doublage

## Épisodes
1. La Clochette de la mort (The Kingdom Come) 1re partie
2. La Clochette de la mort (The Kingdom Come) 2e partie
3. Miracle (Death's Kingdom)
4. Plus on est de fous... (Goodbye Kiss)
5. Le Grand Voyage (West Side of Midnight)
6. Jardin secret (Hook's Kingdom)
7. Les Feux de la haine (The Young and the Headless)
8. Le Murmure des âmes (Black Noise)
9. Sans cœur (Heartless)
10. Errance (Butterfingers)
11. Le Troisième Jour (The Passion of Reverend Jimmy)
12. L'Origine du mal (Seizure Day)
13. Le Commencement de la fin (Shoulda' Stood in Bed)
14. Âmes innocentes (Finale) 1re partie
15. Âmes innocentes (Finale) 2e partie

## Accueil critique
Marc Toullec, de Mad Movies, évoque une série « d'excellente facture » avec un « chassé-croisé de personnages » parfaitement organisé et des effets spéciaux étonnants de réalisme même si le récit devient peu à peu plus classique dans le style « bâtisse maudite ». Pour L'Écran fantastique, la réalisation est de « grande qualité » et le scénario « tient la route », la série « conservant le caractère extravagant » de son modèle malgré des éléments surnaturels plus explicites.

## Sortie vidéo
L'intégrale de la série est sortie en coffret 4 DVD le 6 mars 2007 chez l'éditeur Sony Pictures Entertainment. L'audio est en français et en anglais avec sous-titres en français. Le ratio image est en 16/9 et les épisodes sont présentés dans leur montage initial. Pas de suppléments sur les coulisses. (ASIN B000M2EHDW)